# Amédée Boulanger
Pour les articles homonymes, voir Boulanger.
Édouard Amédée Florimond Boulanger est un homme politique français né le 22 mai 1812 à Doignies (Nord), commune où il est mort le 27 juin 1893.
Cultivateur et marchand de betteraves, il est maire de Doignies, et député du Nord de 1848 à 1849, siégeant avec la gauche modérée.
Son portrait gravé fut réalisé par l'artiste Ignace-François Bonhommé dans le cadre d'une comamnde de l'Assemblée pour commémorer les journées révolutionnaires de 1848 et ses grandes figures.

## Sources
- « Amédée Boulanger », dans Adolphe Robert et Gaston Cougny, Dictionnaire des parlementaires français, Edgar Bourloton, 1889-1891 [détail de l’édition]